# Holit
Holit (héberül: חוֹלִית) kibuc Délnyugat- Izrael Hevel Shalom régiójában. A Nir Yitzhak közelében található. A kibuc az Eshkol Regionális Tanács fennhatósága alá tartozik. 2021 ben 203 lakosa volt.

## Történelme
A kibucot 1978-ban alapították Nahal településként, Yamit közelében, a Sínai-félszigeten. Az 1979-es izraeli-egyiptomi békeszerződés következtében azonban Izraelnek ki kellett ürítenie a félszigeten található összes települését.
1982-ben a kibucot újjáalapították jelenlegi helyén.
A holiti mészárlást a Hamász terroristái követték el 2023. október 7-én a Holit kibucban, az Izrael elleni meglepetésszerű támadás részeként. A támadás legalább 11 kibuctag és két bevándorló munkás életét követelte. Az áldozatok között legalább két amerikai állampolgár is volt. A  Caracal zászlóalj női harckocsi-szakaszának kulcsfontosságú volt a kibuc visszafoglalása.

## Gazdasága
Holit gazdasága a mezőgazdaságon és az iparon alapul Három fő bevételi forrása van: a szarvasmarha-telep, a gyár és a növénytermesztés. A gyár hetente körülbelül 50 gyümölcsfacsarót gyárt. A narancsot, a citromot, a burgonyát, a mangót, a dióféléket és a sárgarépát mind a földeken és a gyümölcsösökben termesztik.

## Fordítás
Ez a szócikk részben vagy egészben  a   Holit című angol Wikipédia-szócikk ezen változatának fordításán alapul.  Az eredeti cikk szerkesztőit annak laptörténete sorolja fel. Ez a jelzés csupán a megfogalmazás eredetét és a szerzői jogokat jelzi, nem szolgál a cikkben szereplő információk forrásmegjelöléseként.